# وارن إيوينز
وارن إيوينز، (Warren Ewens). زمالة الجمعية الملكية، (من مواليد 23 يناير 1937 في كانبيرا) هو عالم رياضيات ولد في أستراليا. كان إيوينز أستاذ لعلم الأحياء في جامعة بنسلفانيا من 1972-1977، وعاد إلى هذا المنصب في عام 1997. يركز بحثه على إحصائيات ونظريات في علم الوراثيات السكانية وعلم الأحياء الحاسوبي.عرف إيوينز بتقديم طريقة مبتكرة لأخذ العينات. تصف تلك الصيغة المبتكرة الاحتمالات المتعلقة بعدد الألائل التي يتم اكتشافها في العينة الواحدة.